# Liu Fuk Man
Liu Fuk Man (* 11. Oktober 1952) ist ein Tischtennisspieler aus Hongkong. Er nahm an den Olympischen Spielen 1988 teil. 

## Werdegang
Liu Fuk Man fungierte bei der Eröffnungsfeier der Olympischen Spiele 1988 in Seoul als Fahnenträger für Hongkong. Danach trat er im Einzel- und Doppelwettbewerb an. Im Einzel verpasste er in der Vorgruppe H nach fünf Siegen und zwei Niederlagen den Einzug in die Hauptrunde und landete auf Platz 17. Das Doppel mit Chan Chi Ming gewann ein Spiel und verlor sechs, woraus Platz 25 folgte.
In der Weltrangliste wurde er im Oktober 1989 auf Platz 62 geführt.

## Spielergebnisse
- Olympische Spiele 1988 Einzel[2]
  - Siege: Massimo Costantini (Italien), Marcos Núñez (Chile), Kim Wan (Südkorea), Andrey Mazunov (Sowjetunion), Garfield Jones (Jamaika) kampflos
  - Niederlagen: Ilija Lupulesku (Jugoslawien), Seiji Ono (Japan)
- Olympische Spiele 1988 Doppel mit Chan Chi Ming[3]
  - Siege: Sofiane Ben Letaief/Mourad Sta (Tunesien)
  - Niederlagen: Erik Lindh/Jörgen Persson (Schweden), Seiji Ono/Yoshihito Miyazaki (Japan), Alan Cooke/Carl Prean (Großbritannien), Tibor Klampár/Zsolt Kriston (Ungarn), Kamlesh Mehta/Sujay Ghorpade (Indien), Chen Longcan/Wei Qingguang (China)